# Альбаджара
Альбаджара (італ. Albagiara, сард. Ollasta Useddus) — муніципалітет в Італії, у регіоні Сардинія,  провінція Ористано.
Альбаджара розташована на відстані близько 390 км на південний захід від Рима, 70 км на північ від Кальярі, 28 км на південний схід від Ористано.
Населення — 270 осіб (2014).

## Демографія
Населення за роками:

Станом на 1 січня 2023 року в муніципалітеті офіційно проживали 3 іноземці з 2 країн, серед них 1 громадянин країн Євросоюзу.

## Сусідні муніципалітети
- Алес
- Ассоло
- Дженоні
- Гоннозно
- Могорелла
- Узеллус
- Вілла-Сант'Антоніо